# Ulrich Poltera
Ulrich Poltera   (Arosa, 17 de juliol de 1922 - Coira, 22 de març de 1994) va ser un jugador d'hoquei sobre gel suís que va competir entre finals de la dècada de 1940 i començaments de la de 1960. Era germà del també jugador d'hoquei sobre gel Gebhard Poltera.
El 1948 va prendre part en els Jocs Olímpics de Sankt Moritz, on guanyà la medalla de bronze en la competició d'hoquei sobre gel. Quatre anys més tard, als Jocs d'Oslo, fou cinquè en la mateixa competició. En aquests Jocs fou l'encarregat de dur la bandera suïssa durant la cerimònia inaugural. En el seu palmarès també destaquen tres medalles de bronze al Campionat del Món d'hoquei gel, el 1950, 1951 i 1953. Marcà 66 gols en 53 partits als Jocs Olímpics i el Campionat del Món entre 1947 i 1954.
A nivell de clubs jugà l'EHC Arosa, amb qui guanyà les lligues suïsses entre 1951 i 1957.